# Geelkeeltiran
De geelkeeltiran (Conopias parvus) is een zangvogel uit de familie Tyrannidae (tirannen).

## Verspreiding en leefgebied
Deze soort komt voor in het Amazonegebied in oostelijk Colombia, zuidelijk Venezuela, de Guyana's, noordelijk Brazilië en noordelijk Peru.

## Status
De grootte van de populatie is niet gekwantificeerd maar de soort wordt omschreven als vrij algemeen. Op de Rode lijst van de IUCN heeft deze soort de status niet bedreigd.